# No Scrubs
No Scrubs ist ein Lied aus dem Jahr 1999, das von dem US-amerikanischen Trio TLC erfolgreich interpretiert wurde. Der Song erhielt bei den MTV Video Music Awards 1999 die Auszeichnung Best Group Video und war bei den Grammy Awards 2000 in der Kategorie Record of the Year nominiert. Bei den Songs of the Century (Lieder des Jahrhunderts), einer Liste US-amerikanischer Lieder, die 2001 von der Recording Industry Association of America (RIAA) erstellt und veröffentlicht wurde, erreichte No Scrubs Platz 361.

## Inhalt und Hintergrund
No Scrubs wurde am 23. Januar 1999 von LaFace Records als Single veröffentlicht. Geschrieben wurde der Song von den beiden ehemaligen Xscape-Mitgliedern Tameka Cottle und Kandi Burruss, während Kevin Briggs den Song produzierte.

## Rezeption
In Die etwas anderen Cops (2010) zitiert der Polizei-Captain mehrfach TLC-Songs, darunter ist auch der Satz „I don’t want no scrubs“.

## Kommerzieller Erfolg

### Chartplatzierungen
No Scrubs erreichte sowohl in Deutschland, als auch in der Schweiz die Top 10 der Singlecharts. Im Vereinigten Königreich konnte der Song bis auf Platz drei vordringen, welches TLC’s beste Platzierung in den britischen Singlecharts bis heute darstellt. In den US-amerikanischen Billboard Hot 100 gelang No Scrubs auf Platz eins, es war bis dato TLC’s dritter Nummer-eins-Hit dort. Insgesamt konnte er sich vier Wochen auf der Spitzenposition halten. Weitere Nummer-eins-Platzierungen gelangen in Australien und Neuseeland.
| ChartsChartplatzierungen       | Höchstplatzierung | Wochen |
| ------------------------------ | ----------------- | ------ |
| Deutschland (GfK)              | 4 (25 Wo.)        | 25     |
| Österreich (Ö3)                | 26 (9 Wo.)        | 9      |
| Schweiz (IFPI)                 | 5 (27 Wo.)        | 27     |
| Vereinigte Staaten (Billboard) | 1 (28 Wo.)        | 28     |
| Vereinigtes Königreich (OCC)   | 3 (19 Wo.)        | 19     |

| ChartsJahrescharts (1999)      | Platzierung |
| ------------------------------ | ----------- |
| Deutschland (GfK)              | 27          |
| Schweiz (IFPI)                 | 23          |
| Vereinigte Staaten (Billboard) | 2           |

### Auszeichnungen für Musikverkäufe
| Land/Region                  | Auszeichnungen für Musikverkäufe (Land/Region, Auszeichnung, Verkäufe) | Verkäufe  |
| ---------------------------- | ---------------------------------------------------------------------- | --------- |
| Australien (ARIA)            | Platin                                                                 | 70.000    |
| Belgien (BRMA)               | Platin                                                                 | 50.000    |
| Dänemark (IFPI)              | Platin                                                                 | 90.000    |
| Deutschland (BVMI)           | Gold                                                                   | 250.000   |
| Frankreich (SNEP)            | Gold                                                                   | 250.000   |
| Italien (FIMI)               | Gold                                                                   | 25.000    |
| Neuseeland (RMNZ)            | 7× Platin                                                              | 210.000   |
| Schweden (IFPI)              | Gold                                                                   | 15.000    |
| Spanien (Promusicae)         | Gold                                                                   | 30.000    |
| Vereinigte Staaten (RIAA)    | 5× Platin                                                              | 5.000.000 |
| Vereinigtes Königreich (BPI) | 5× Platin                                                              | 3.000.000 |
| Insgesamt                    | 5× Gold · 20× Platin ·                                                 | 8.990.000 |

Hauptartikel: TLC (Band)/Auszeichnungen für Musikverkäufe